# Élections législatives de 2007 dans les Landes
Les élections législatives françaises de 2007 se déroulent les 10 et 17 juin 2007. Dans le département des Landes, trois députés sont à élire dans le cadre de trois circonscriptions.

## Élus
| Circonscription | Député sortant    | Parti | Parti | Député élu ou réélu | Parti | Parti |
| --------------- | ----------------- | ----- | ----- | ------------------- | ----- | ----- |
| 1re             | Alain Vidalies    |       | PS    | Alain Vidalies      |       | PS    |
| 2e              | Jean-Pierre Dufau |       | PS    | Jean-Pierre Dufau   |       | PS    |
| 3e              | Henri Emmanuelli  |       | PS    | Henri Emmanuelli    |       | PS    |

## Résultats

### Résultats à l'échelle du département
| Parti                                      | Parti                               | Premier tour | Premier tour | Second tour | Second tour | Sièges |  |
| Parti                                      | Parti                               | Voix         | %            | Voix        | %           | Sièges |  |
| ------------------------------------------ | ----------------------------------- | ------------ | ------------ | ----------- | ----------- | ------ |  |
|                                            | Parti socialiste                    | 75 773       | 40,67        | 104 213     | 55,67       | 3      |  |
|                                            | Parti communiste français           | 7 110        | 3,82         |             |             | 0      |  |
|                                            | Les Verts                           | 3 939        | 2,11         | 0           |             |        |  |
|                                            | Gauche parlementaire                | 86 822       | 46,60        | 104 213     | 55,67       | 3      |  |
|                                            |                                     |              |              |             |             |        |  |
|                                            | Union pour un mouvement populaire   | 66 193       | 35,53        | 82 980      | 44,33       | 0      |  |
|                                            | Mouvement pour la France            | 1 158        | 0,62         |             |             | 0      |  |
|                                            | Divers droite dont DLR et PCD       | 1 064        | 0,57         | 0           |             |        |  |
|                                            | Majorité présidentielle             | 68 415       | 36,72        | 82 980      | 44,33       | 0      |  |
|                                            |                                     |              |              |             |             |        |  |
|                                            | UDF–Mouvement démocrate             | 16 132       | 8,66         |             |             | 0      |  |
|                                            | Chasse, pêche, nature et traditions | 4 518        | 2,43         | 0           |             |        |  |
|                                            | Extrême gauche dont LCR, LO et PT   | 4 517        | 2,42         | 0           |             |        |  |
|                                            | Front national                      | 4 040        | 2,17         | 0           |             |        |  |
|                                            | Divers                              | 1 328        | 0,71         | 0           |             |        |  |
|                                            | Mouvement national républicain      | 526          | 0,28         | 0           |             |        |  |
|                                            |                                     |              |              |             |             |        |  |
| Inscrits                                   | Inscrits                            | 283 924      | 100,00       | 283 889     | 100,00      | 3      |  |
| Abstentions                                | Abstentions                         | 93 970       | 33,1         | 91 145      | 32,11       |        |  |
| Votants                                    | Votants                             | 189 954      | 66,9         | 192 744     | 67,89       |        |  |
| Blancs et nuls                             | Blancs et nuls                      | 3 656        | 1,92         | 5 551       | 2,88        |        |  |
| Exprimés                                   | Exprimés                            | 186 298      | 98,08        | 187 193     | 97,12       |        |  |
| Source : Ministère de l'Intérieur - Landes |                                     |              |              |             |             |        |  |

### Résultats par circonscription

#### Première circonscription (Mont-de-Marsan)
| Candidat       | Candidat                     | Parti          | Premier tour | Premier tour | Second tour | Second tour |  |
| Candidat       | Candidat                     | Parti          | Voix         | %            | Voix        | %           |  |
| -------------- | ---------------------------- | -------------- | ------------ | ------------ | ----------- | ----------- |  |
|                | Alain Vidalies sortant réélu | PS             | 22 882       | 38,49        | 31 773      | 53,13       |  |
|                | Marie-Constance Berthelon    | UMP            | 20 945       | 35,23        | 28 028      | 46,87       |  |
|                | Geneviève Darrieussecq       | UDF–MoDem      | 6 607        | 11,11        |             |             |  |
|                | Daniel Alonso                | CPNT           | 1 572        | 2,64         |             |             |  |
|                | Fanny Lauilhe                | FN             | 1 406        | 2,36         |             |             |  |
|                | Alain Bache                  | PCF            | 1 378        | 2,32         |             |             |  |
|                | Dominique Blanchard          | Les Verts      | 1 376        | 2,31         |             |             |  |
|                | François Labrosse            | LCR            | 1 165        | 1,96         |             |             |  |
|                | Jeanne-Marie Leclerc         | MPF            | 698          | 1,17         |             |             |  |
|                | Philippe Protat              | Divers         | 324          | 0,54         |             |             |  |
|                | Monique Oratto               | LO             | 315          | 0,53         |             |             |  |
|                | Sylvie-Marie Nicolas         | NC             | 312          | 0,52         |             |             |  |
|                | Christiane Laroche           | MNR            | 275          | 0,46         |             |             |  |
|                | Luc Lestrade                 | PT             | 198          | 0,33         |             |             |  |
|                |                              |                |              |              |             |             |  |
| Inscrits       | Inscrits                     | Inscrits       | 92 996       | 100,00       | 92 984      | 100,00      |  |
| Abstentions    | Abstentions                  | Abstentions    | 32 306       | 34,74        | 31 211      | 33,57       |  |
| Votants        | Votants                      | Votants        | 60 690       | 65,26        | 61 773      | 66,43       |  |
| Blancs et nuls | Blancs et nuls               | Blancs et nuls | 1 237        | 2,04         | 1 972       | 3,19        |  |
| Exprimés       | Exprimés                     | Exprimés       | 59 453       | 97,96        | 59 801      | 96,81       |  |

#### Deuxième circonscription (Dax)
| Candidat       | Candidat                        | Parti          | Premier tour | Premier tour | Second tour | Second tour |  |
| Candidat       | Candidat                        | Parti          | Voix         | %            | Voix        | %           |  |
| -------------- | ------------------------------- | -------------- | ------------ | ------------ | ----------- | ----------- |  |
|                | Jacques Forté                   | UMP            | 25 272       | 36,65        | 31 451      | 44,69       |  |
|                | Jean-Pierre Dufau sortant réélu | PS             | 25 144       | 36,47        | 38 918      | 55,31       |  |
|                | Florence Defos du Rau           | UDF–MoDem      | 6 453        | 9,36         |             |             |  |
|                | Jean-Marc Lespade               | PCF            | 3 942        | 5,72         |             |             |  |
|                | Robert Lafitte                  | CPNT           | 1 747        | 2,53         |             |             |  |
|                | Anne-Marie Declercq             | Les Verts      | 1 701        | 2,47         |             |             |  |
|                | Pascal Dussart                  | FN             | 1 604        | 2,33         |             |             |  |
|                | Mireille Lafaye                 | LCR            | 1 366        | 1,98         |             |             |  |
|                | Pascal Castera                  | LO             | 441          | 0,64         |             |             |  |
|                | Olga Ternova Nissefort          | Divers         | 417          | 0,6          |             |             |  |
|                | Gaëlle Prata                    | NC             | 330          | 0,48         |             |             |  |
|                | Jean-Pierre Pourrut             | DLR            | 278          | 0,4          |             |             |  |
|                | Claudine Catusse                | MNR            | 251          | 0,36         |             |             |  |
|                |                                 |                |              |              |             |             |  |
| Inscrits       | Inscrits                        | Inscrits       | 107 686      | 100,00       | 107 678     | 100,00      |  |
| Abstentions    | Abstentions                     | Abstentions    | 37 413       | 34,74        | 35 209      | 32,7        |  |
| Votants        | Votants                         | Votants        | 70 273       | 65,26        | 72 469      | 67,3        |  |
| Blancs et nuls | Blancs et nuls                  | Blancs et nuls | 1 327        | 1,89         | 2 100       | 2,9         |  |
| Exprimés       | Exprimés                        | Exprimés       | 68 946       | 98,11        | 70 369      | 97,1        |  |

#### Troisième circonscription (Saint-Sever)
| Candidat       | Candidat                       | Parti          | Premier tour | Premier tour | Second tour | Second tour |  |
| Candidat       | Candidat                       | Parti          | Voix         | %            | Voix        | %           |  |
| -------------- | ------------------------------ | -------------- | ------------ | ------------ | ----------- | ----------- |  |
|                | Henri Emmanuelli sortant réélu | PS             | 27 747       | 47,92        | 33 522      | 58,79       |  |
|                | Arnaud Tauzin                  | UMP            | 19 976       | 34,5         | 23 501      | 41,21       |  |
|                | Alexis Deslogis                | UDF–MoDem      | 3 072        | 5,31         |             |             |  |
|                | Joëlle Vignasse                | PCF            | 1 790        | 3,09         |             |             |  |
|                | Serge Lasserre                 | CPNT           | 1 199        | 2,07         |             |             |  |
|                | Hélène Rochefort               | FN             | 1 030        | 1,78         |             |             |  |
|                | Jacques Papon                  | Les Verts      | 862          | 1,49         |             |             |  |
|                | Daniel Minvielle               | LCR            | 784          | 1,35         |             |             |  |
|                | Josiane Brachet                | MPF            | 460          | 0,79         |             |             |  |
|                | Michel Darzacq                 | Divers         | 313          | 0,54         |             |             |  |
|                | Yann Brongniart                | Divers         | 274          | 0,47         |             |             |  |
|                | Marc Isidori                   | LO             | 248          | 0,43         |             |             |  |
|                | Brigitte Pourdieu              | NC             | 144          | 0,25         |             |             |  |
|                |                                |                |              |              |             |             |  |
| Inscrits       | Inscrits                       | Inscrits       | 83 242       | 100,00       | 83 227      | 100,00      |  |
| Abstentions    | Abstentions                    | Abstentions    | 24 251       | 29,13        | 24 725      | 29,71       |  |
| Votants        | Votants                        | Votants        | 58 991       | 70,87        | 58 502      | 70,29       |  |
| Blancs et nuls | Blancs et nuls                 | Blancs et nuls | 1 092        | 1,85         | 1 479       | 2,53        |  |
| Exprimés       | Exprimés                       | Exprimés       | 57 899       | 98,15        | 57 023      | 97,47       |  |